# 34224 Maggiechen
34224 Maggiechen este o planetă minoră (asteroid), cu un diametru de 2,796 km, din centura de asteroizi. A fost descoperită pe 25 august 2000 la Experimental Test Site⁠(d) de Lincoln Near-Earth Asteroid Research. 
Obiectul prezintă o orbită caracterizată de o semiaxă mare de 2,2902837 UAi, o excentricitate de 0,17, o înclinație de 5,24977 ° în raport cu ecliptica.